# Georges Hebdin
Georges Hebdin dit Georgy est un footballeur belgo-britannique international belge, né le 19 avril 1889 et mort le 26 mars 1970.
Il a joué comme attaquant à l'Union Saint-Gilloise. Avec le club bruxellois, il a remporté quatre titres de champion de Belgique.
Il a été international belge de 1908 à 1920. Après son troisième match avec l'équipe de Belgique en 1909, les membres de l'URBSFA s'aperçoivent que l’avant-centre de l'Union ne possède pas la nationalité belge et ne peuvent plus le sélectionner. En effet, bien que né en Belgique, Georges Hebdin est né britannique, nationalité de ses deux parents.
Mais grâce à une règle fixée en 1912 par la FIFA, son retour a été rendu possible parmi les Diables Rouges : un étranger ayant résidé pendant dix ans dans un pays, pourra jouer dans son équipe nationale. Aussi, dès 1913, George Hebdin retrouve le maillot rouge, comme ailier gauche. Il a joué à douze reprises dont la finale victorieuse du tournoi olympique de football de 1920.

## Palmarès
- International de 1908 à 1920 (12 sélections)
- Champion olympique en 1920 (il joue un match : le quart de finale)
- Champion de Belgique en 1907, 1909, 1910 et 1913 avec la Royale Union Saint-Gilloise
- 211 matches et 81 buts en Division 1
- Vainqueur de la Coupe de Belgique en 1913 et 1914 avec la Royale Union Saint-Gilloise